# Biblioteca del Congrés Nacional d'Argentina
La Biblioteca del Congrés Nacional d'Argentina o Biblioteca del Congreso de la Nación (BCN) és una institució pública, dependent del Poder legislatiu de la República Argentina, la missió fonamental de la qual és brindar als legisladors i a la comunitat, serveis d'informació en matèria legislativa, acadèmica i general. Va ser creada l'any 1859 amb el propòsit inicial de donar suport a ambdues càmeres del Congrés de la llavors Confederació Argentina, però amb el pas del temps va anar ampliant i obrint els seus serveis a la comunitat, sent actualment considerada una de les biblioteques més grans i importants del país i la regió, amb un patrimoni que supera les 3,5 milions de peces bibliogràfiques.
La seva seu es troba a la Ciutat Autònoma de Buenos Aires, capital federal del país, on compta amb àmplies sales per a la lectura i consulta del material, situades al voltant del Palau Legislatiu o dins del mateix. L'accés és lliure i gratuït i l'atenció al públic s'estén tots els dies en una àmplia franja horària.

## Actualitat
En l'actualitat, la Biblioteca del Congrés de laNació, en el seu doble caràcter de biblioteca pública i parlamentària, ofereix diferents serveis i productes orientats a garantir el dret d'accés a la informació, promoure el desenvolupament cultural de la societat en el seu conjunt i col·laborar amb la tasca legislativa, com així també amb altres reparticions oficials i privades o centres de referència, subministrant a les seves usuaris informació, documentació i assessorament sobre la base d'un ampli patrimoni bibliogràfic general, doctrinari jurisprudencial i legislatiu.
Porta la seva feina a partir d'una gestió basada en processos, els quals es desenvolupen dins d'un Sistema de Gestió de la Qualitat certificat segons les pautes de la Norma Internacional ISO 9001:2015. D'aquesta manera, promou la millora contínua conforme el compliment efectiu de la seva política de qualitat i els objectius que es proposa, la capacitació contínua dels seus recursos humans i l'actualització permanent del seu patrimoni.
El seu vast fons documental es troba detallat en un catàleg digital al qual es pot accedir lliurement a través del lloc web oficial de la institució. El material disponible per a la consulta reuneix més de 3,5 milions de peces bibliogràfiques, integrat per una de les col·leccions més important del país en matèria parlamentària i jurídica nacional i estrangera, llibres de tots els camps científics i literaris, un valuós reservori de documents històrics i diverses publicacions periòdiques, diaris i revistes, que conformen una de les hemeroteques més grans de la regió. Compta amb amplis i còmodes espais de lectura, repartits en diferents sales, amb accés a internet gratuïta i recursos tecnològics multimèdia per a reproducció de material audiovisual i àmplia biblioteca per a persones cegues.
D'altra banda, garanteix la preservació i conservació del patrimoni cultural mitjançant la microfilmació i digitalització dels documents històrics, tècniques que són aplicades a material propi de la Biblioteca, com així també a fons bibliogràfics d'altres institucions que requereixen la seva recuperació, a través d'acords, per facilitar el seu accés al públic.
Al seu torn, entre altres productes, edita una sèrie de publicacions, tant en format imprès com digital, algunes d'elles elaborades especialment per assistir al treball dels legisladors i altres destinades al públic en general amb continguts d'actualitat, història i literatura.
La BCN també ofereix una variada agenda cultural que convoca a acadèmics, intel·lectuals, artistes i públic divers que gaudeix de diferents propostes com cursos, tallers, cicles de cinema, música i mostres les més variades manifestacions artístiques, les quals es desenvolupen en un modern edifici amb espais especialment equipats i un auditori amb capacitat per 140 persones. Totes aquestes propostes són igualment gratuïtes.
Disposa igualment d'una ràdio online amb una àmplia programació i una Biblioteca Mòbil Multimodal o Bibliomovil que recorre el país durant tot l'any amb propostes interactives i programes de promoció de la lectura destinats especialment a nens i adolescents.
En un altre, sentit promou convenis amb organitzacions nacionals, regionals i internacionals, amb el propòsit de desenvolupar programes de divulgació i intercanvi cultural.
Des de fa temps, manté un fort protagonisme entre les biblioteques públiques d'Argentina, i també en l'àmbit internacional on ha aconseguit un lloc preponderant a través de la seva participació en la Federació Internacional d'Associacions de Bibliotecaris i Biblioteques (IFLA), sent en l'actualitat seu de l'oficina regional per a Amèrica Llatina i el Carib d'aquest organisme.
En els últims anys, ha treballat en diferents línies d'acció en funció de la implementació de l'Agenda 2030 de l'ONU i el compliment dels Objectius de Desenvolupament Sostenible (ODS).

## Història
Els orígens de la Biblioteca del Congrés es remunten als primers temps de l'organització del país. La primera Assemblea Legislativa Nacional de la llavors Confederació Argentina, amb seu a la ciutat de Paraná, Província de Ríos, des del seu inici el 1853 va començar a considerar la necessitat de comptar amb un repositori bibliogràfic que ajudés als senadors i diputats a resoldre dubtes i consultes durant el seu treball legislatiu. Així el 1856 el Diputat per la província de Mendoza, Lucas Gonzaléz va demanar una modificació pressupostària per a la compra de llibres. Però el 23 d'agost de 1859, sota la presidència confederal de Justo José de Urquiza, es va aprovar la Llei N.º 212, que va possibilitar la primera compra de llibres per la BCN.
Després de la batalla de Pavón es produeix la unificació de la Confederació amb l'Estat de Buenos Aires, i s'acorda el trasllat dels poders republicans a la ciutat de Buenos Aires. La Biblioteca del Congrés també és traslladada i, a partir de llavors, es van succeir diverses lleis i resolucions que van consolidar el creixement del seu catàleg bibliogràfic sent els seus primers documents d'índole jurídica, principalment en francès i anglès.
Amb la inauguració de l'actual Palau Legislatiu el 1906, la Cambra de diputats va cedir un espai per a ús exclusiu de la BCN. El creixement del seu fons va continuar sent una prioritat, i així va ser que el 1908 es va aprovar la compra de la biblioteca i arxiu personal del Doctor Juan María Gutiérrez, integrat per una important col·lecció bibliogràfica i arxiu personal en el qual es destaca un epistolari on es troben cartes intercanviades amb eminents homes públics i de lletres de la seva època com Juan B. Alberdi, Domingo F. Sarmiento, Vicente F. López, entre d'altres. Aquests documents constitueixen avui un dels més valuosos arxius de la BCN.
L'any 1917 la Biblioteca inicia un fort procés de canvi deixant enrere el seu caràcter exclusivament parlamentari per convertir-se en una biblioteca pública oberta a la comunitat: inaugura la primera Sala Pública de Lectura en el Palau del Congrés. Així mateix, cap a mitjans dels anys 20, va organitzar l'hemeroteca i va crear el sector de traduccions com a nou servei al Congrés. També en aquell temps es legisla sobre l'estructura orgànica de la Biblioteca, designant-se una Comissió Administradora Bicameral entre la Cambra de diputats i la Càmera de Senadors per a la seva gestió, però no és fins a 1923 que s'estableix l'autarquia de la BCN.
El 1930, assumeix la presidència de la Biblioteca el senador socialista Alfredo Palacios. Durant la seva gestió, la Biblioteca va mantenir el seu objectiu de creixement, professionalització i obertura a la població, habilitant la porta d'accés exclusiu per al públic al Palau Legislatiu, a l'Avinguda Rivadavia. Així mateix, el 1933 es va sancionar la Llei de Registre Nacional de la Propietat Intel·lectual - vigent fins al dia d'avui- que estableix que la BCN ha de rebre un exemplar de cada obra publicada en la República Argentina, conegut això com a Dipòsit Legal.
Durant el govern de Juan Domingo Perón, l'any 1950 es va disposar l'ampliació de l'horari d'atenció al públic des de les 8 a les 24 hores amb “el propòsit de beneficiar a dos sectors importants de la població: estudiants i obrers… per tractar-se de factors potencials i constructius del progrés nacional…” (Resolució BCN 1950). El 1955 va assumir la Presidència de la BCN la Senadora Juana Larrauri, una de les primeres dones que van ingressar al Parlament. Durant aquesta etapa la BCN va començar a traçar vincles amb les biblioteques populars de tot el país i l'Organització de Nacions Unides la va designar com a dipositària de les seves publicacions.
El cop d'estat del 16 de setembre de 1955, va enderrocar el govern constitucional i com a conseqüència es va dictaminar el tancament de Congrés. El llavors vicepresident de facto, Isaac Rojas, va ordenar, mitjançant un decret reunir documents i publicacions oficials produïdes durant els dos governs peronistes per treure'ls de circulació. El material va ser recollit i dipositat a l'edifici de Congrés. Anys més tard, contràriament a la intenció de Rojas, aquests documents van ser rescatats, ingressats a la Biblioteca i posats a disposició del públic. Avui, aquesta col·lecció, anomenada Biblioteca Peronista, és una de les més importants sobre aquest període, consultada per investigadors argentins i de tot el món.
El 1974, s'inaugura una nova Sala Pública de Lectura al carrer Adolfo Alsina, amb més capacitat de lectors. Però el 1976, amb l'inici de l'última dictadura cívic-militar, la Biblioteca va ser intervinguda novament i molts dels seus treballadors van ser cesats, perseguits i quatre d'ells detinguts desapareguts. El retorn de la democràcia va plantejar el desafiament de reorganitzar la institució i reincorporar als que havien estat acomiadats. També va ser l'inici d'una important etapa de modernització que va començar amb la incorporació de noves màquines per als tallers d'enquadernació i impressions i la informatització per al processament tècnic de les obres.
A principis de la dècada del 1990, l'atenció es va estendre a les 24 hores del dia, convertint a la Biblioteca de Congrés Argentí en una de les poques al món a mantenir les seves sales de consulta obertes durant tot el dia.
El 1994, la BCN va complir la tasca d'assistir i brindar informació als encarregats de la reforma de la Constitució Nacional Argentina que es va dur a terme aquest any. També en aquell temps, la Biblioteca va inaugurar la Sala Multimèdia, equipada amb ordinadors amb accés gratuït a internet per als usuaris. Així, l'any 2001, la BCN va rebre la distinció atorgada per la Fundació Bill i Melinda Gates pels serveis gratuïts que presta a la comunitat durant les 24 hores i el seu treball per expandir l'accés a la informació.
El 2002 la Biblioteca va incorporar el Bibliomòbil i el 2003 va inaugurar la seva principal sala pública de lectura a la planta baixa de l'edifici de l'ex Caja de Ahorro y Seguro, enfront de la Plaça Congrés, declarat monument històric nacional.